# پوله (جزیره)
پوله یک آب‌سنگ حلقوی و منطقه شهرداری در ناحیه فایچوک در ایالت چوک در کشور ایالات فدرال میکرونزی است.
{{Infobox settlement
|name=پوله|native_name=|native_name_lang=|motto=|image_skyline=|map_alt=|image_caption=موقعیت آب‌سنگ حلقوی پوله|pushpin_map=Federated States of Micronesia|pushpin_label_position=|pushpin_map_alt=|pushpin_map_caption=|latd=7|latm=19|lats=48|latNS=N|longd=151|longm=34|longs=58.8|longEW=E